# Emil Hassler

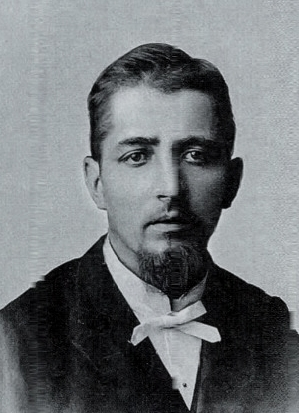
Emil Hassler, 1888

Emil Hassler (* 20. Juni 1864 in Aarau; † 4. November 1937 in Asunción) (auch franz.: Émile Hassler, span.: Emilio Hassler) war ein Schweizer Arzt, Naturforscher und Botaniker. "Hassl." ist die Standardform für Emil Hassler als Autor von Pflanzenbeschreibungen.

## Leben und Wirken
1880 zog Hassler nach Buenos Aires und arbeitete als Assistent am dortigen Frauenspital. Bald darauf liess er sich in Paraguay als Arzt nieder. Dort unternahm er zahlreiche Forschungsreisen und wurde durch seine Pflanzensammlungen (Herbarien) und Beiträge zur Flora Paraguays bekannt. Auf seinen Forschungsreisen wurde er unter anderem von dem in Montevideo tätigen deutschen Botaniker Cornelius Osten begleitet. Seine originalen Herbarien aus Paraguay befinden sich im Konservatorium des Jardin botanique de Genève.

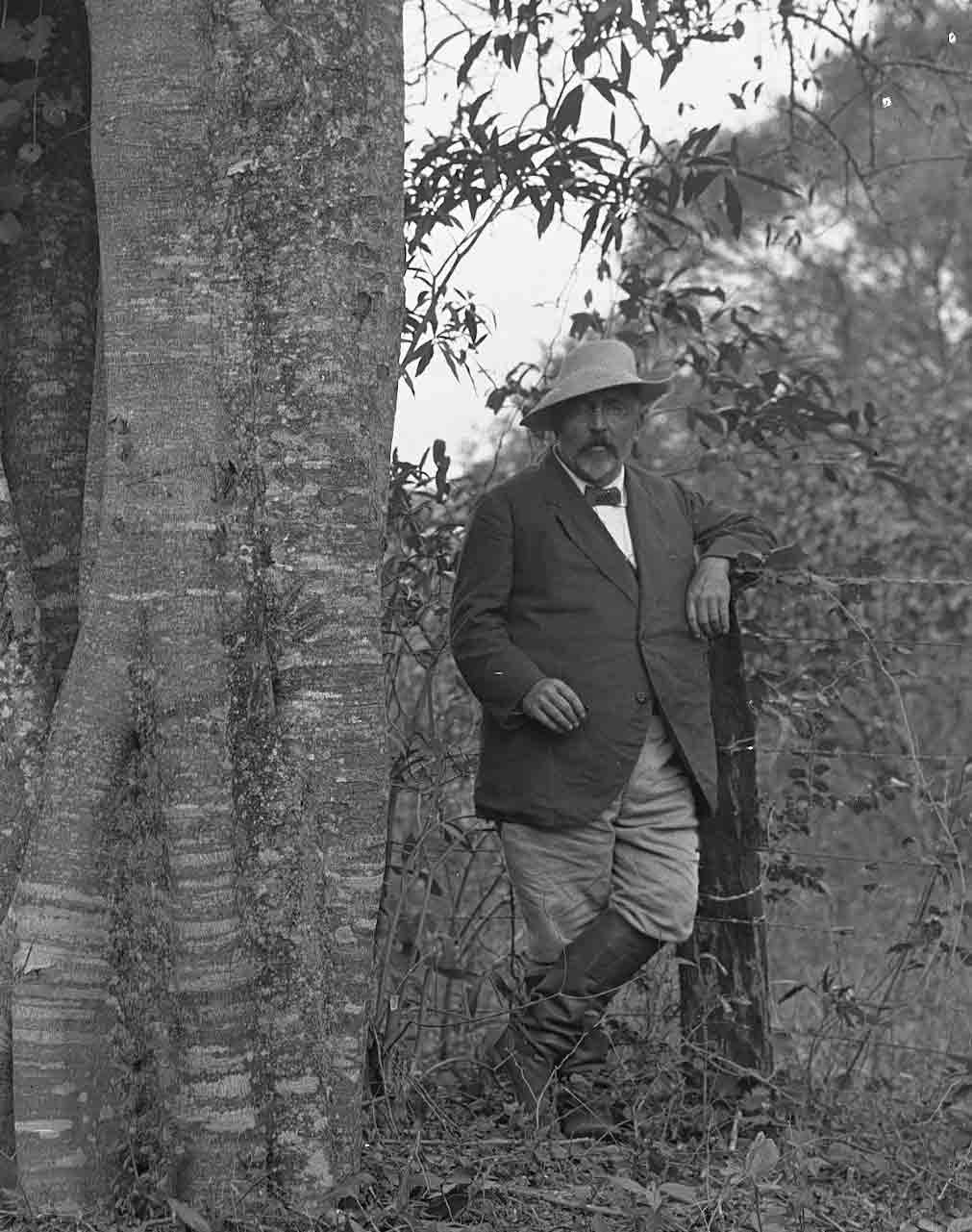
Emil Hassler in Paraguay, 1914

Exkursionen und Reisen nach Europa unterbrachen seinen Aufenthalt in San Bernardino, seinem endgültigen Wohnort. Bei Ausbruch des Ersten Weltkrieges kehrte Hassler in die Schweiz zurück um in Genf als Botaniker zu arbeiten. 1919 kehrte er wieder nach San Bernardino zurück. Dort gründete er eine Schule nach schweizerischem Vorbild, die dortige Pestalozzischule. Nachdem Hassler während des Chacookriegs siebzehn Monaten ein Lazarett geleitet hatte, wurde er von der paraguayischen Regierung zum Honorarobersten ernannt und die Universität Asuncion verlieh ihm den Doktortitel honoris causa.
Während seines Lebens hat Hassler an die fünfzig Reisen von Paraguay in die Schweiz unternommen. Dort besuchte er u. a. seinen Bruder der in Schaffhausen lebte. 1935 reiste Hassler zum letzten Mal in die Schweiz.

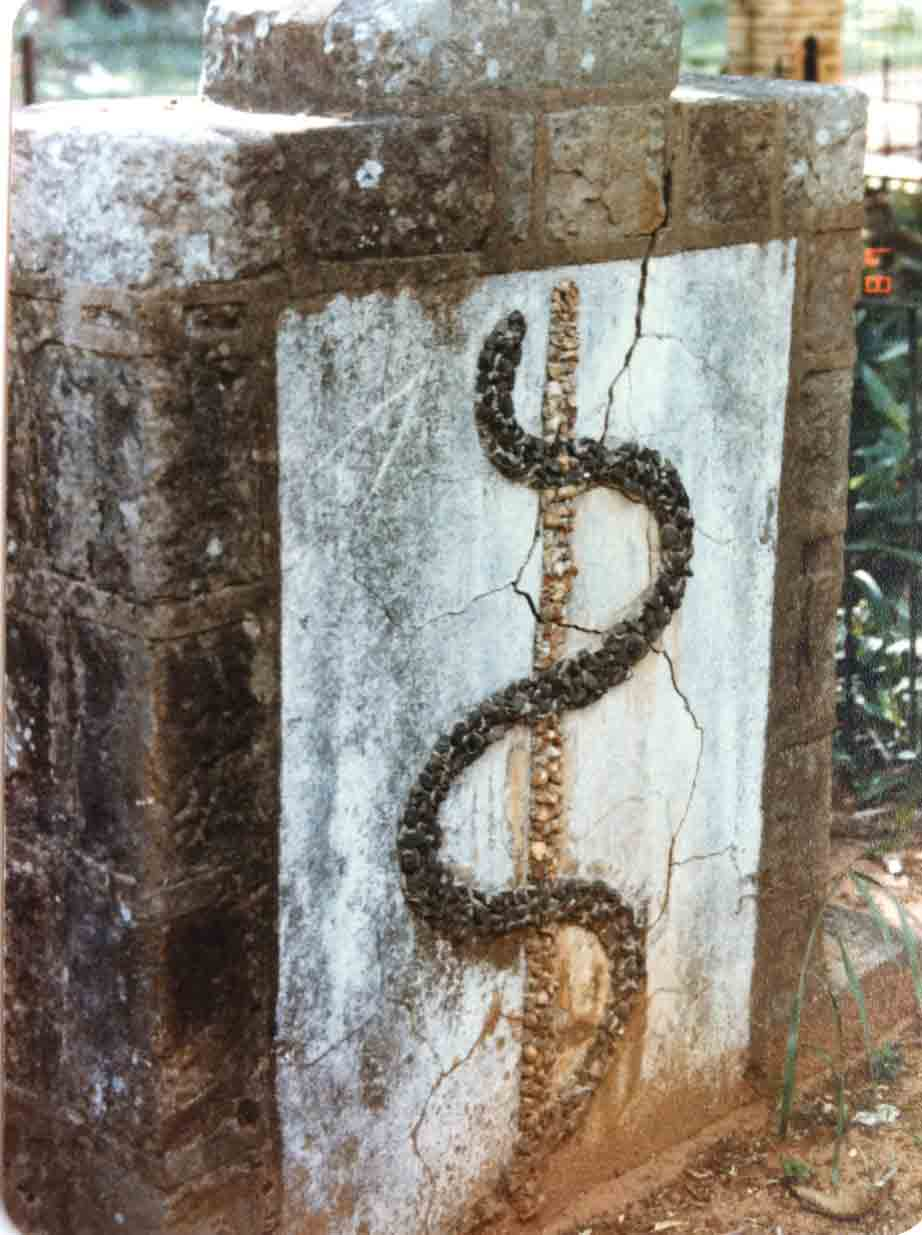
Der Grabstein von Emil Hassler in Paraguay

Den grössten und schönsten Teil seiner ethnologischen Sammlung hat Hassler dem Basler Museum für Völkerkunde geschenkt.
Emil Hassler verstarb nach einer Operation in seiner zweiten Heimat Paraguay.

## Ehrungen
Nach Hassler benannt sind die Pflanzengattungen Hasslerella Chodat aus der Familie der Braunwurzgewächse (Scrophulariaceae), Hassleria Briquet ex Moldenke aus der Familie der Lippenblütler (Lamiaceae) und Hassleropsis Chodat aus der Familie der Wegerichgewächse (Plantaginaceae). 1923 wurde Hassler Ehrenmitglied der Aargauischen Naturforschenden Gesellschaft.